# OFFMi
Микита Кирилович Святковський (нар. 27 лютого 1996 року; Севастополь, Україна), більш відомий під сценічним псевдонімом OFFMi (Оффмі) — український і російський хіп-хоп виконавець і автор пісень. Колишній учасник музичного об'єднання «Bound». За свою музичну кар'єру випустив 3 студійні альбоми, 4 міні-альбоми і багато синглів.
17 липня 2022 року в мережі з'явилося відео, де в нього стріляють у Москві. За деякими даними він міг це інсценувати.

## Біографія та музична кар'єра

### Ранній період: дитинство та юність
Микита Святковський народився 27 лютого 1996 року у місті Севастополь, в Україні. У дитинстві займався різними видами спорту: плаванням, футболом та великим тенісом. З музики Микита дуже любив слухати рок, особливо творчість таких колективів як Led Zeppelin, The Doors і Arctic Monkeys. У 17 років починає займатися виробництвом та продажем преміум-рідин для електронних сигарет під брендом «Жижка Мишка», і завдяки своєму бізнесу Микиті вдається заробити перший мільйон рублів. Відучившись у школі та здобувши середню загальну освіту, вступає до Російського державного гуманітарного університету на спеціальність рекламника. Провчившись там півтора року, Микита розуміє, що навчання у ВНЗ йому не подобається, і відраховується[джерело?].

### Початок музичної кар'єри
Коли в середині 2016 року представники soundcloud-репу, а саме Ski Mask The Slump God, XXXTentacion та Lil Uzi Vert, почали набирати популярності, Микита вирішує спробувати записувати свою музику. У грудні 2016 вийшов сингл Ей, ти, а вже в січні наступного року виходить музичний відеокліп на цю композицію.

## Дискографія

### Студійні альбоми
- 2018 — .К. О.М
- 2018 — Страха нет
- 2020 — TO U
- 2022 — К. О.М 2

### Міні-альбоми
- 2017 — Денежный сад
- 2017 — Karne Vale
- 2017 — Кэшимир 2
- 2019 — Вирус. Жара
- 2019 — брат 3
- 2020 — КПД 100

### Сингли
- 2016 — Эй, ты
- 2017 — Все планы
- 2017 — Смех
- 2017 — No Hook (за участі Rocket, Marco-9)
- 2017 — Porsche
- 2017 — Н***й 102
- 2018 — Не 1
- 2018 — Дом Периньон 2
- 2018 — Там много кэша
- 2018 — Меня не поймаешь
- 2018 — Du Em (за участі Lil Nedj, Lil Krash)
- 2018 — Ca$h
- 2018 — Дис
- 2019 — Выход силой (за участі Boulevard Depo)
- 2019 — Козёл
- 2019 — Осознанный
- 2020 — Ночной дозор
- 2020 — Наука (за участі OG Buda)
- 2020 — Гиперпрыжок
- 2020 — Довольно
- 2020 — Потерпи ещё
- 2020 — GTA (за участі Hugo Loud)
- 2020 — СМЕХ (prod. by SIP & BITE)
- 2020 — I FEEL (совместно с Fable)
- 2021 — яркие цвета
- 2021 — IMA KILLA
- 2021 — день сурка
- 2022 — Р. М.Б